# 鴛鴦左錐螺
鴛鴦左錐螺（学名：Mastonia quadrimaculata）为左錐螺科雙珠螺屬下的一个种。